# Max Weinberg
Max Weinberg (Newark, Nova Jérsia, 13 de abril de 1951) é um músico e personalidade de televisão norte-americano. Ele é conhecido por ser o baterista de longa data da E Street Band de Bruce Springsteen e líder da banda de Conan O'Brien no Late Night with Conan O'Brien e The Tonight Show with Conan O'Brien. Ele é pai do ex-baterista do Slipknot Jay Weinberg.
Weinberg cresceu no subúrbio de Nova Jérsia e começou a tocar bateria ainda jovem. Ele cursou no ensino superior planejando ser advogado, mas teve sua grande chance na música em 1974, quando venceu uma audição para se tornar o baterista de Springsteen. Weinberg acabou se tornando um pilar das longas apresentações de Springsteen. Após Springsteen dissolver a banda em 1989, Weinberg passou vários anos considerando uma carreira jurídica e no lado comercial da indústria musical antes de decidir que queria continuar tocando bateria.
Em 1993, Weinberg conseguiu o papel de líder da banda The Max Weinberg 7, que se apresentaria no Late Night with Conan O'Brien. O som jump blues da banda somada à sua bateria e seu papel como um comediante prosperaram junto com o talk-show, dando a ele uma segunda carreira. Em 1999, Springsteen anunciou a volta da E Street Band para uma série de turnês e álbuns; Weinberg reorganizou sua agenda para que pudesse tocar com O'Brien e Springsteen. Em 2009, Weinberg foi transferido para o Tonight Show with Conan O'Brien como líder da Max Weinberg and The Tonight Show Band. Após a conclusão deste programa, Weinberg não recebeu o convite para tocar no novo talk-show de Conan. Weinberg então continuou tocando com Springsteen e, em 2014, foi introduzido no Rock and Roll Hall of Fame como membro da E Street Band.

## Início de vida
Weinberg nasceu no dia 13 de abril de 1951 na cidade de Newark, em Nova Jérsia, filho de Bertram Weinberg, um advogado, e Ruth Weinberg, uma professora de educação física do ensino médio. Ele tem três irmãs, Patty, Nancy e Abby. Ele cresceu em Newark e nas cidades suburbanas vizinhas de South Orange e Maplewood.
Weinberg foi exposto à música desde cedo, frequentando shows da Broadway semanalmente desde os dois anos de idade e apreciando o grande som produzido pelo fosso de orquestra. Ele então passou a se interessar pelos ritmos da música country. Ele sabia que queria ser baterista desde os cinco anos de idade, quando viu Elvis Presley e seu baterista, D. J. Fontana, se apresentarem no The Milton Berle Show em abril de 1956. Décadas depois, Weinberg disse: "Acho que qualquer pessoa que quisesse desenvolver uma vida no rock 'n' roll teve um momento. Este foi o meu momento", e Fontana passou a ser uma grande influência para ele. Weinberg recebeu um tambor de conga infantil de seu pai após assistir a um programa de TV com Xavier Cugat. Em um artigo de 2020 no The Wall Street Journal, Weinberg descreveu o tambor como tendo uma "cabeça de couro de bezerro e uma pulseira branca. Toquei por toda a casa".
Weinberg também nomeou o The Ventures como uma grande influência para ele em uma entrevista realizada em 1988 para comemorar o 30.º aniversário da banda, no qual ele tocou bateria durante as apresentações.
Weinberg começou a tocar aos seis anos de idade. Sua primeira aparição pública ocorreu aos sete anos de idade, quando ele tocou "When the Saints Go Marching In" na bateria junto com uma banda local durante um Bar Mitzvá. O líder da banda, Herbie Zane, ficou impressionado com o jovem Weinberg e passou a levá-lo para outros compromissos. Weinberg então se tornou uma estrela infantil local, e sempre se apresentava utilizando um terno de lã mohair. Ele passou a ter um apreço pelo showmanship e era fã de Liberace e Sammy Davis Jr.. Ele então passou a idolatrar o baterista Buddy Rich, se tornou um fã de Gene Krupa, classificou o baterista Ed Shaughnessy como tendo o trabalho ideal e expressou admiração pelo nível de execução e estilo dos músicos do Tonight Show. Weinberg tocou com Zane até o ensino médio e aprendeu ritmos como chá-chá-chá, merengue, polca e hora, além de ter tocado estilos como dixieland.
Weinberg frequentou o Temple Sharey Tefilo-Israel, uma congregação do judaísmo reformista em South Orange, classificado por ele como "uma maravilhosa formação judaica". Mais tarde, ele afirmou que o conceito judaico de sêder, que significa ordem, tornou-se a chave para a sua visão de como um bom baterista transforma a música de sua banda. As dificuldades financeiras de seu pai também motivaram Weinberg a encontrar um trabalho estável como baterista ainda na adolescência, para que assim ele pudesse ajudar sua família a pagar as contas.
Quando a invasão britânica ocorreu em 1964, os Beatles e seu baterista, Ringo Starr, se tornaram uma grande influência para Weinberg. Ele começou a se apresentar com bandas de rock locais em Nova Jérsia, tocando músicas do The Rolling Stones, Mitch Ryder e The Rascals. Enquanto membro do The Epsilons, ele tocou na Feira Mundial de Nova Iorque de 1964-65. Ele estudou na Columbia High School em Maplewood, onde conheceu Leigh Howard Stevens, que mais tarde se tornaria um conhecido percussionista. Weinberg se formou na Columbia High School em 1969. Uma outra banda em que ele esteve, Blackstone, gravou um álbum pela Epic Records em 1970.
Weinberg frequentou a Universidade Adelphi e, mais tarde, a Universidade Seton Hall, onde concluiu uma especialização em filmologia. Seu objetivo geral era se tornar advogado, mas ele ainda estava interessado em uma possível carreira musical e mantinha sua bateria em seu carro, caso surgisse alguma oportunidade de tocar. Ele passou a se apresentar em casamentos e bares, quando conseguiu um emprego na banda de apoio do teatro da Broadway.

## Carreira

### Sucesso com a E Street Band
Weinberg ainda morava em casa quando conheceu Bruce Springsteen no dia 7 de abril de 1974, quando sua banda, The Jim Marino Band, abriu o show de Springsteen no Seton Hall. No início daquele ano, Springsteen havia se separado de seu baterista, Vini Lopez, e seu substituto, Ernest Carter, durou apenas seis meses antes de sair da banda junto com o pianista David Sancious para formar a banda Tone. Weinberg respondeu a um anúncio de jornal do The Village Voice que informava sobre esta vaga de baterista. Ele então fez um teste com Springsteen e a E Street Band em meados do final de agosto daquele ano nos estúdios da SIR em Midtown Manhattan, trazendo consigo uma baterista minimalista composta apenas por chimbal, uma caixa e um bumbo. Ele conhecia uma música de Springsteen, "Sandy", e a tocou. Sua performance na música "Let the Four Winds Blow" de Fats Domino garantiu sua vaga como novo baterista. Uma semana depois, ele recebeu a oferta de emprego de US$ 110 por semana (US$ 680 dólares na cotação atual), que o fez abandonar a faculdade imediatamente. Sua primeira apresentação ocorreu no dia 19 de setembro de 1974 no The Main Point em Bryn Mawr, na Pensilvânia.

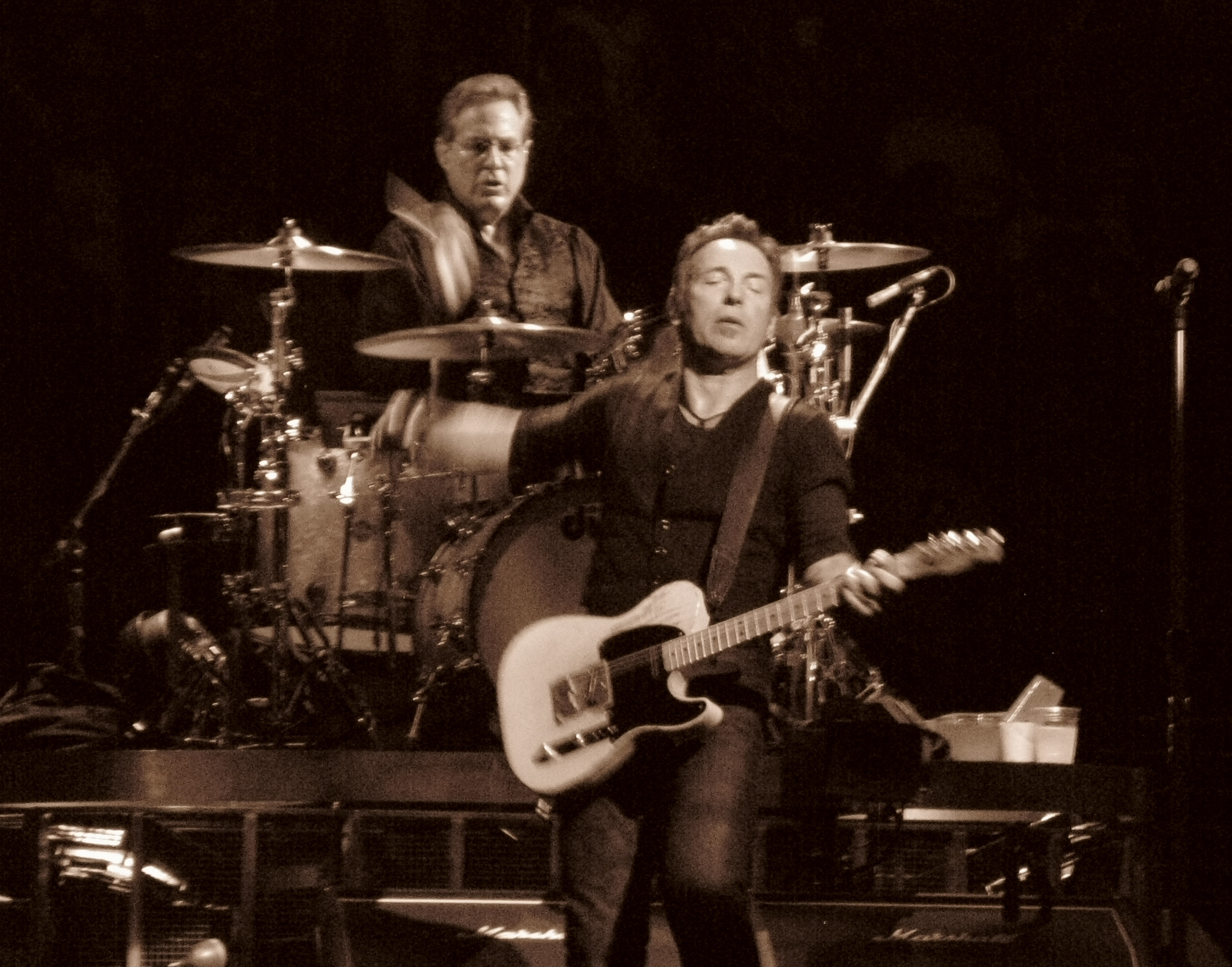
Durante sua passagem pela E Street Band, o olhar de Weinberg permanecia fixo em Springsteen durante todo o show.

Weinberg alcançou o sucesso como baterista da E Street Band, uma vez que sua batida poderosa, porém controlada, resolveu as instabilidades que a banda vinha sofrendo com a bateria. Em Born to Run (1975), a bateria de Weinberg evocou dois de seus ídolos, Ringo Starr e Levon Helm. Enquanto viajava em turnê, Weinberg ficou conhecido por seus pedidos específicos, como a marca de toalhas a serem utilizadas em sua bateria ou quartos de hotel. Weinberg nunca adotou o "estilo de vida rock and roll"; ele tratava sua música com seriedade e seguia o mantra: "Apareça, faça um bom trabalho e dê a eles mais do que o valor do dinheiro deles". Um compromisso que Weinberg firmou em fazer foi tocar nas grandes festas no judaísmo quando pudesse. Durante os shows, Springsteen costumava dar apelidos aos seus companheiros de banda, e Weinberg passou a ser chamado de "o Poderoso Max". Weinberg passou a criar o hábito de olhar fixamente em Springsteen durante todo o show, mesmo quando Springsteen estivesse atrás do palco, pois ele nunca conseguia prever quando Springsteen mudaria o ritmo ou saia repentinamente do set list. Décadas depois, o guitarrista da E Street, Steven Van Zandt, diria sobre Weinberg: "O que ninguém entende é que Max não é apenas um grande baterista, Max lê a mente do Bruce. Você não pode aprender isto". Weinberg comprou uma casa com vista para o mar em Atlantic Highlands, Nova Jérsia, desencadeando um interesse vitalício em imóveis e projetos de casas.
Weinberg passou a sofrer com uma "estagnação" na bateria por volta de 1980, e suas habilidades em manter o andamento das músicas foram criticadas por Springsteen. O que poderia passar despercebido em um show tornou-se aparente no disco Darkness on the Edge of Town (1978), e Weinberg passou a estudar o instrumento por meses para recuperar sua boa marcação de tempo. Weinberg também sofreu com lesão por esforço repetitivo e tendinopatia, que acabaram exigindo sete operações em suas mãos e pulsos. Ele estudou por um tempo com o famoso baterista de jazz Joe Morello; Weinberg creditou Morello por ajudá-lo a aprender a tocar com tendinite. Os shows da The River Tour com a E Street Band em 1981 se tornaram um dos destaques da carreira de Weinberg.
No dia 22 de junho de 1981, Weinberg se casou com Rebecca Schick, uma metodista que ele conheceu por meio de um amigo em comum. Springsteen e a banda tocaram em seu casamento. Eles tiveram dois filhos, Ali (nascida por volta de 1987) e Jay (nascido em 1990).
Em 1984, eles compraram uma fazenda com 5 hectares no Condado de Monmouth; após sentir que fez um bom negócio, Weinberg se tornou um pesquisador no ramo imobiliário, muitas vezes passando dias em prefeituras examinando regulamentações de zoneamento. Durante a turnê, ele leu livros sobre arquitetura e sonhou em construir casas no estilo de Frank Lloyd Wright ou Richard Meier.
Ele se recuperou totalmente de suas lesões a tempo para o álbum Born in the U.S.A., lançado em 1984. Na turnê subsequente, Springsteen geralmente intercalava algumas sequências de músicas de hard rock para dar chance de Weinberg se recuperar com suas mãos. A esposa de Weinberg, Becky, acabou desencadeando um dos episódios mais celebrados da turnê. Ela era fã do programa de televisão This Week e convidou o palestrante George Will para o show no Capital Centre. Após ver a banda se apresentar, Will se convenceu de que eles eram exemplares do patriotismo e valores tradicionais americanos, no qual ele escreveu: "...veja os dedos enfaixados de Max Weinberg. Seu trabalho na bateria causaram cinco operações de tendinite. Ele molha as mãos na água quente antes dos shows e depois dorme com luvas apertadas". Will ponderou ainda que Springsteen poderia apoiar Ronald Reagan na campanha presidencial de 1984 e conversou com a campanha do então candidato. Springsteen, no entanto, deu uma resposta negativa.
Por seus esforços, Weinberg foi nomeado o Melhor Baterista na pesquisa de música pop e jazz da Playboy em 1985 e novamente o Melhor Baterista pela revista Rolling Stone em 1986.
Em 1984, Weinberg publicou o livro The Big Beat: Conversations with Rock's Greatest Drummers, que contém uma série de entrevistas conduzidas ao longo de dois anos com bateristas de várias épocas, incluindo Starr, Helm, D. J. Fontana, Charlie Watts, Dino Danelli, Hal Blaine e outros. O livro capturou alguns destes bateristas revelando suas abordagens musicais de forma mais aberta do que costumavam fazer para a imprensa e, portanto, foi considerado uma adição importante à literatura do rock. Em 1986, Weinberg começou a realizar apresentações solo em campus universitários de todo o país. Estas apresentações continham alguns curtas-metragens produzidos por Weinberg, bem como uma sessão de perguntas e respostas.
Weinberg também atuou como músico de sessão para o cantor e produtor Jim Steinman. Neste projeto, ele tocou bateria nas músicas escritas por Steinman no álbum Bat Out of Hell de Meat Loaf, lançado em 1977. Em 1983, Weinberg foi destaque com as músicas Total Eclipse of the Heart e Making Love Out of Nothing at All, ambas compostas por Steinman e número um e número dois da Billboard Hot 100, respectivamente.
No dia 18 de outubro de 1989, Springsteen ligou para Weinberg e anunciou de forma inesperada que estava dissolvendo a E Street Band.

### Término da banda e atividades posteriores
A notícia do término da banda o deixou como "um zumbi por cerca de seis meses". No início de 1989, ele havia retornado para a Universidade Seton Hall, e a separação da banda ocorreu durante seu segundo semestre de estudos, próximo de completar os 21 créditos restantes necessários para obter seu diploma de bacharel em comunicação social. Weinberg acabou se formando ainda naquele ano. Ele então frequentou brevemente a Cardozo School of Law da Universidade Yeshiva, mas trancou o curso após seis semanas. Weinberg chegou a procurar Ringo Starr para pedir conselhos sobre como seguir em frente após a banda que fez sua vida se separar. Apesar disto, Weinberg e Springsteen permaneceram amigos durante este período.
Weinberg pensou que sua carreira como músico havia acabado e chegou a se considerar um baterista aposentado. Ele passou a trabalhar como executivo para a gravadora Music Master, e em 1990, abriu sua própria gravadora, a Hard Ticket Entertainment. Um ano depois, a gravadora lançou um álbum produzido por ele chamado Scene of the Crime, da banda Killer Joe. Porém, ele não ficou satisfeito com a vida empresarial e sentiu que precisava voltar a se apresentar. Weinberg refletiu mais tarde: "Depois que a E Street Band se separou, eu me sentia tão anônimo que era doloroso".
Weinberg passou a verificar as páginas amarelas em busca de emprego e tocou em um bar mitzvá por US$ 25. Pouco tempo depois, ele passou a se apresentar com a banda 10,000 Maniacs após o baterista Jerry Augustyniak se machucar cinco dias antes de uma turnê que duraria cinco semanas. Ele também tocou na posse de Bill Clinton em 1993.

### Late Night with Conan O'Brien

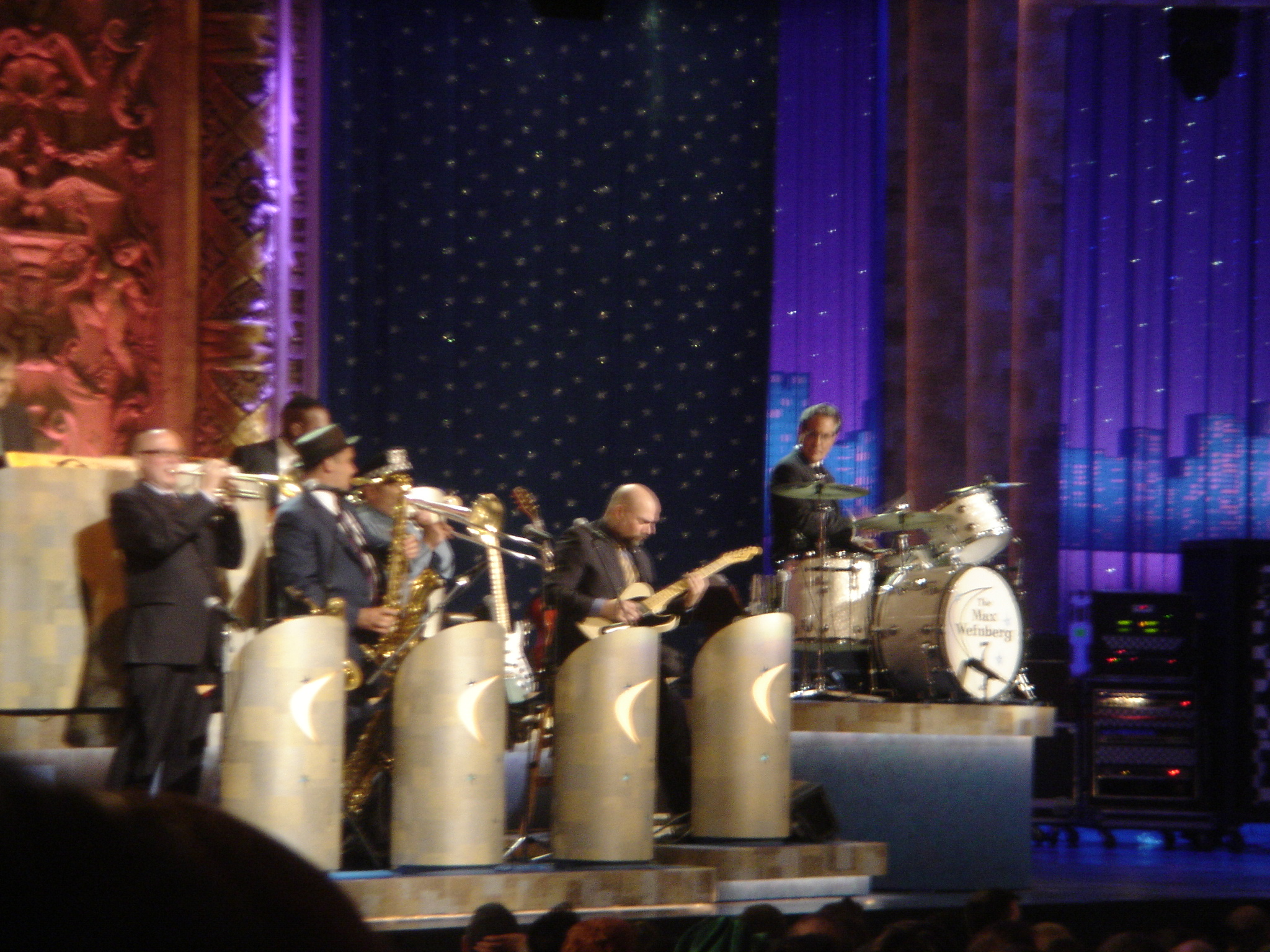
Weinberg liderando o grupo The Max Weinberg 7 durante uma gravação do Late Night with Conan O'Brien em 2006.

Em julho de 1993, Weinberg teve um encontro casual na calçada do lado de fora do Carnegie Deli com o recém-selecionado apresentador do Late Night, Conan O'Brien, onde ele comentou sobre suas ideias musicais para o programa. O'Brien então prometeu que faria uma audição com ele. Em poucos dias, Weinberg estruturou o grupo The Max Weinberg 7, recrutando músicos com quem já havia trabalhado durante sua carreira. Foi decidido que o jump blues seria utilizado como ponto de partida para o som do grupo. Na audição realizada no início de agosto, a equipe impressionou O'Brien pela habilidade de tocar não apenas rock, mas também rhythm and blues, soul, jazz, pop e swing. Weinberg estava tão ansioso para conseguir o emprego que chegou a vomitar depois da audição. Após uma reunião final com o produtor executivo Lorne Michaels, eles foram contratados como a house band do talk-show. O grupo se apresentou no programa todas as noites desde sua estreia no dia 13 de setembro de 1993. Mais tarde, O'Brien comentou sobre a escolha de Weinberg: "A energia e o entusiasmo de sua música coincidiram com o show que eu queria fazer. Além disto, seu bronzeado compensava a minha pele fantasmagórica". Weinberg também era o diretor musical do programa, enquanto o guitarrista do grupo, Jimmy Vivino, criava a maior parte dos arranjos.
Nas fases iniciais do show, Weinberg esteve envolvido em alguns momentos de comédia, mas passava a maior parte do tempo focado em suas responsabilidades musicais, incluindo a seleção da música de entrada para os convidados. Com o passar do tempo, Weinberg se tornou uma personalidade de televisão, e sua visibilidade fez com que ele consolidasse sua imagem como músico além de seu trabalho com Springsteen. Na verdade, muitos fãs jovens do programa, e alguns dos funcionários do próprio programa, desconheciam seu papel anterior como baterista da E Street Band.
Em 1994, a Rhino Entertainment lançou o Max Weinberg Presents: Let There Be Drums, um CD de três volumes que destacava as linhas de bateria que Weinberg admirava em canções das décadas de 1950 a 1970. Algumas recapitulações dos primeiros cinco anos do Late Night concluíram que o grupo foi um elemento importante para a sobrevivência do programa, com a personalidade de Weinberg contrastando com a de O'Brien. Seu som também se encaixava no swing revival, um movimento que ocorreu no final dos anos 1990.
Weinberg retornou brevemente à E Street Band quando Springsteen reuniu a banda no início de 1995 para gravar algumas músicas novas para o lançamento da coletânea musical Greatest Hits. Porém, esta reunião foi apenas temporária e a banda logo voltou à inatividade. Em 2000, o grupo Max Weinberg 7 lançou um álbum autointitulado pela Hip-O Records. Weinberg afirmou que havia esperado até então porque "eu queria mudar meu estilo de tocar e aprimorar ainda mais minhas habilidades antes de me comprometer com um disco". Ele estava orgulhoso de que o grupo havia apoiado com sucesso o cantor Tony Bennett durante uma aparição no Late Night no final dos anos 1990: "Dois anos atrás, se você me perguntasse se eu poderia tocar com Tony Bennett, eu teria dito que não. Não estou no nível dele. Mas tocamos com ele na outra noite e foi maravilhoso".

### O retorno da E Street Band

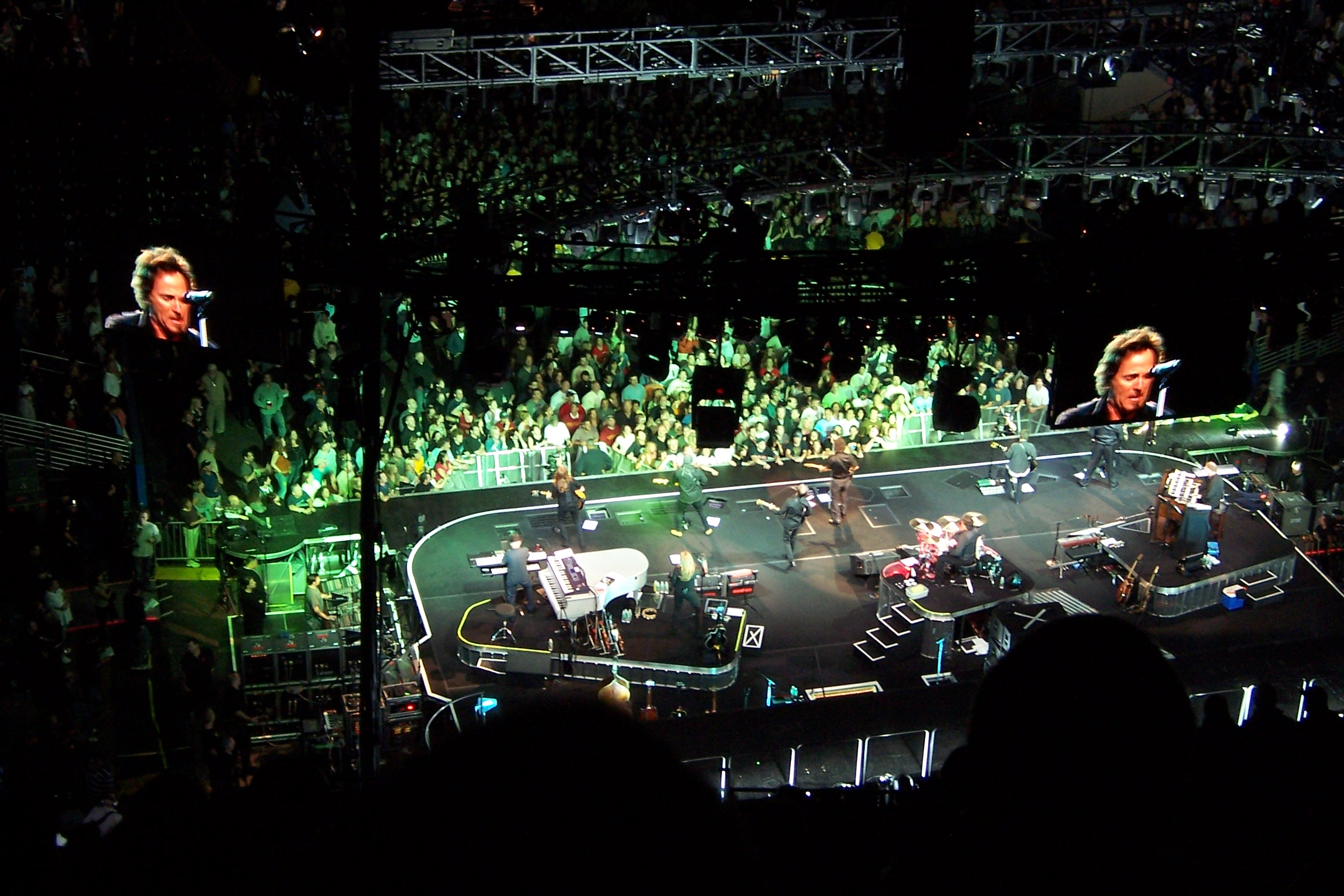
Weinberg tocando bateria durante "Radio Nowhere" no Hartford Civic Center em 2007.

Em 1999, Springsteen reuniu a E Street Band para a realização de uma turnê de reunião chamada Bruce Springsteen and the E Street Band Reunion Tour. Isto acabou virando um dilema para Weinberg devido à sua lealdade com O'Brien e a NBC. Até então, ele nunca havia perdido um programa do Late Show, aparecendo em mais de 1.000 episódios consecutivos. No entanto, permitir que Weinberg realizasse uma das turnês de reunião de maior destaque na história do rock foi visto como benéfico pelos diretores do programa, e um acordo foi feito para que Weinberg tirasse uma licença do Late Night e tocasse nesta e nas próximas turnês subsequentes. Após se juntar a Springsteen, Weinberg foi substituído pelo baterista James Wormworth e o grupo passou a ser liderado por Jimmy Vivino, que o renomeou para "Jimmy Vivino and the Max Weinberg 7". Quando a turnê de reunião foi estendida além do planejado, os shows geralmente eram realizados nos finais de semana para que Weinberg pudesse cumprir suas responsabilidades no Late Night.
Embora Weinberg não tivesse esquecido a separação e longo tempo de hiato da banda, ele classificou como "a experiência mais horrível que já passei e a mais libertadora ao mesmo tempo". Em qualquer caso, ele imediatamente se sentiu confortável tocando com Springsteen novamente. Sua bateria na E Street Band estava mais relaxada e madura do que antes, mostrando mais confiança e sutileza, e suas mãos também estavam em melhor forma. Seu desempenho na bateria também ajudou a impulsionar a primeira gravação de estúdio da E Street Band em 18 anos, The Rising, lançado em 2002. Ainda em 2002, Weinberg novamente tirou licença do Late Show para participar da longa e bem-sucedida Rising Tour.
O próprio Springsteen fez aparições no Late Night em 1999, 2002 e 2006. Em 2004, Weinberg participou da turnê Vote for Change e depois tocou bateria no álbum Magic, lançado em 2007. Ele então tirou mais uma licença do Late Night para realizar a Magic Tour, que durou entre 2007 e 2008. Weinberg repetiu seu papel como baterista durante a gravação do álbum Working on a Dream, e realizou um sonho de longa data ao comparecer no Super Bowl XLIII em fevereiro de 2009 para se apresentar com a banda no intervalo.

### Mudança para oThe Tonight Show
O fim do Late Night e início do The Tonight Show coincidiram com o início da Working on a Dream Tour em 2009. Sobre a situação, O'Brien disse a um repórter da Variety na época que esperava que Weinberg o acompanhasse em Los Angeles, mas que também esperava que um acordo fosse feito para que Weinberg pudesse comparecer aos shows da turnê, como já havia sido feito nas turnês anteriores.

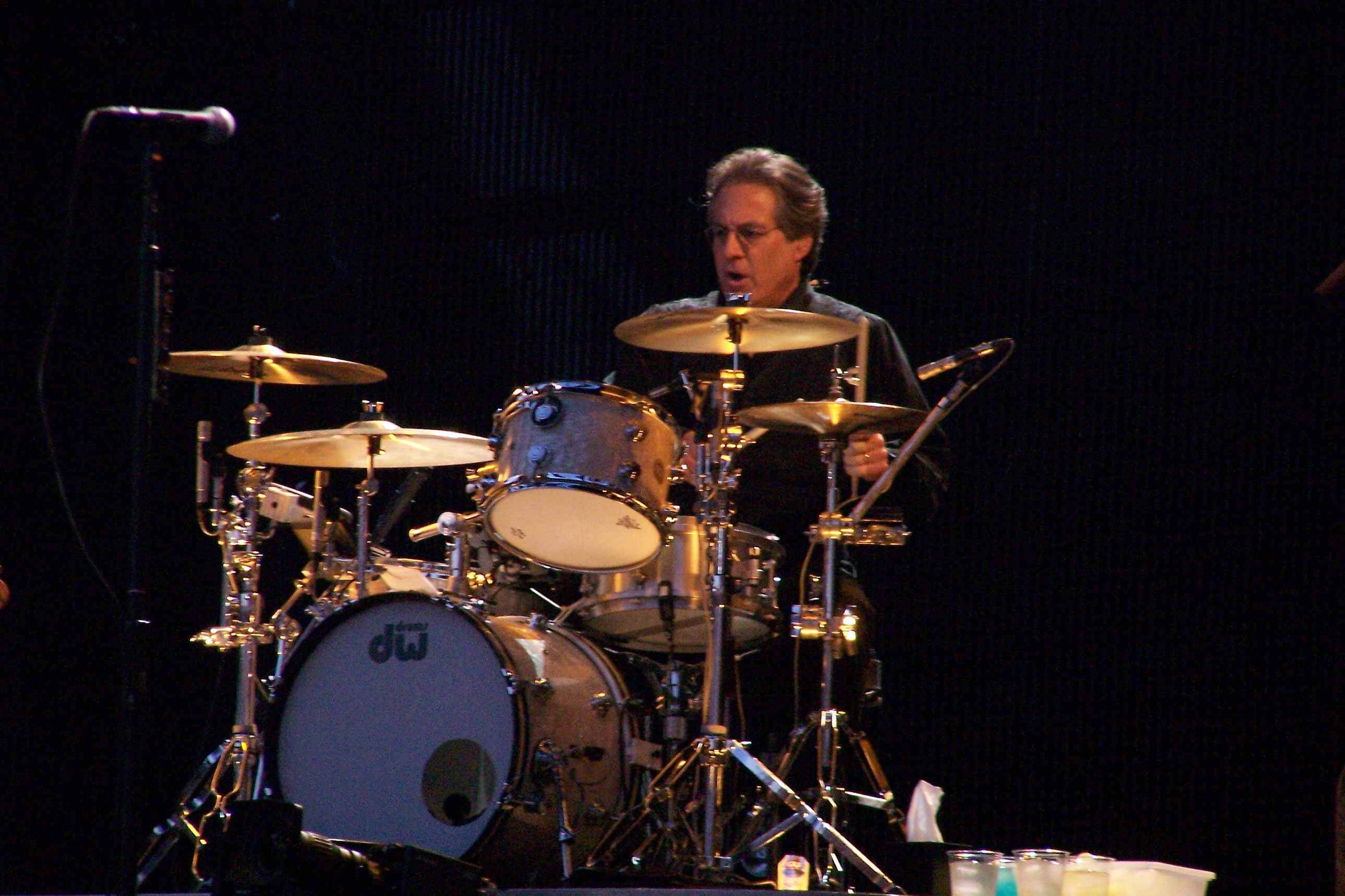
Weinberg se apresentando em Valladolid durante a Working on a Dream Tour em agosto de 2009.

Este conflito de agenda acabou tornando-se um problema para Weinberg; ele não havia perdido um show da E Street Band desde quando se juntou à banda em 1974, e o guitarrista Van Zandt afirmou que nenhuma sessão de ensaio com outro baterista poderia substituir a "compreensão intuitiva" de Weinberg. No dia 18 de fevereiro de 2009, O'Brien confirmou que Weinberg participaria tanto da turnê quanto do programa.
O conflito foi resolvido quando seu filho Jay se tornou o baterista substituto da E Street Band durante alguns shows da Working on a Dream Tour. Ao comentar sobre a situação, Springsteen disse: "Mais uma vez, quero expressar minha gratidão ao Conan O'Brien e a todos de sua equipe por tornar possível que Max continuasse a realizar este duplo trabalho para nós e para ele. Prometemos devolvê-lo inteiro". Seu filho então começou a tocar com a E Street Band e obteve uma resposta muito positiva do público e dos críticos, que classificaram ele como uma "vela de ignição" para a banda.
O The Tonight Show with Conan O'Brien estreou no dia 1 de junho de 2009, com o grupo Max Weinberg 7 agora expandido para oito integrantes e renomeado para Max Weinberg and the Tonight Show Band. O show também contou com a volta de Andy Richter como locutor. No dia 25 de junho, Weinberg deixou o The Tonight Show temporariamente para se juntar a Springsteen e a banda no meio de sua turnê europeia, retornando ao show no dia 3 de agosto. No dia 25 de setembro, Weinberg deixou o The Tonight Show novamente por dois meses para se juntar a Springsteen e a banda durante a parte final da turnê americana. A turnê foi encerrada no dia 22 de novembro na cidade de Buffalo, em Nova Iorque, e Weinberg retornou para o The Tonight Show no dia seguinte. Sem qualquer previsão de novos projetos da E Street Band para os próximos um ou dois anos, Weinberg passou a se concentrar em seu papel de líder do grupo.
Embora Weinberg estivesse morando em Los Angeles para realizar seu trabalho no The Tonight Show, ele manteve sua casa em Nova Jérsia, que considerou sua residência permanente: "Não estou realmente me mudando para Los Angeles. Estou morando aqui, mas é como uma longa viagem de carro". Sobre sua decisão de permanecer no mundo musical em vez de seguir a profissão jurídica, ele não expressou arrependimento: "O mundo precisa de mais bateristas e menos advogados".
No entanto, sua passagem como líder do grupo no Tonight Show não durou muito. O conflito entre os apresentadores O'Brien e Jay Leno em 2010 estourou na mídia e, após um intenso período turbulento, o último programa de O'Brien ocorreu no dia 22 de janeiro de 2010.

### Outros projetos
Em fevereiro de 2010, Weinberg passou por uma cirurgia de reparo de válvula cardíaca a fim de corrigir uma condição que ele já havia diagnosticado e monitorava desde meados da década de 1980. Sua recuperação ocorreu ao longo de três a cinco meses, e Weinberg manteve as informações referentes a operação em segredo até realizar uma entrevista oito meses depois.
Inicialmente, não se sabia se Weinberg faria parte do novo programa noturno de O'Brien na rede de televisão a cabo TBS, que iniciaria em novembro de 2010. Em junho de 2010, ele inicou uma turnê chamada Max Weinberg Big Band Tour, com seu primeiro show sendo realizado na Count Basie Theatre, em Red Bank, Nova Jérsia. Ao ser questionado, Weinberg afirmou que estava agendando algumas apresentações com seu grupo até 2011 e que, com relação a O'Brien, "eu não pensei sobre isto. Não houve discussões. É uma questão em aberto".
Em setembro de 2010, foi anunciado que Weinberg não faria parte do talk-show, agora chamado Conan; Jimmy Vivino assumiria a liderança do grupo, com Wormworth substituindo Weinberg em tempo integral na bateria. A separação foi declarada como uma decisão mútua, com O'Brien dizendo: "Max tem sido uma grande parte da minha vida nos últimos 17 anos e ele é um incrível músico e líder de grupo". Weinberg posteriormente agradeceu e ressaltou que "Nós dois queríamos seguir direções diferentes". Ele afirmou que sua saúde estava melhor do que nunca, mas que a "experiência de mudança de vida emocional e espiritual" após a cirurgia, o desejo de permanecer em Nova Jérsia com sua família e o interesse em explorar novas direções musicais desempenharam um papel importante em sua saída de O'Brien.
Outro susto em relação com sua saúde ocorreu em junho de 2011, quando ele foi diagnosticado com câncer de próstata. Ele passou por uma cirurgia no mês seguinte e obteve uma resposta favorável, mas não revelou dados sobre este caso publicamente por mais de seis anos.
Weinberg tocou em apenas algumas músicas do álbum de Springsteen intitulado Wrecking Ball, mas retomou seu papel como baterista da E Street Band na Wrecking Ball Tour, realizada entre 2012 e 2013. Em 2014, Weinberg foi introduzido ao Rock and Roll Hall of Fame como membro da E Street Band. Weinberg voltou a pegar estrada com Springsteen e a E Street Band para a The River Tour em janeiro de 2016, em uma turnê que durou até fevereiro de 2017. Pelo fato de eles terem tocado todas as 20 músicas do álbum The River, alguns destes shows acabaram tendo uma duração maior do que o habitual; Weinberg atribuiu sua capacidade de continuar tocando por longos períodos à sua preparação física, incluindo exercícios de natação e seu amor por tocar com Springsteen.
Assim que a turnê terminou, Weinberg disse que continuaria a se apresentar com suas próprias bandas em lugares como casamentos e bares, assim como costumava fazer no início de sua carreira. Ele também gostava de assistir seu filho Jay tocar com o Slipknot, embora tenha admitido que acompanhava os shows em uma área segura, onde não seria derrubado pelo público.
No dia 14 de dezembro de 2021, Weinberg indicou que uma turnê com Springsteen e a E Street Band poderia ocorrer em 2022, ao dizer: "Até o ônibus parar na minha porta, não tenho certeza, mas estou bastante convencido de que eu e meus colegas seremos agradavelmente surpreendidos em 2022. Não faço planos para Bruce Springsteen e a E Street Band, mas tenho um bom pressentimento para os próximos 18 ou 24 meses".

## Equipamento
Por muitos anos, o equipamento de Weinberg incluiu marcas como Slingerland, Ludwig, Pearl e pratos Zildjian. Posteriormente, ele passou a utilizar DW Drums, embora tenha continuado a usar pratos Zildjian. Ele também utiliza peles Remo e baquetas Vater 5A. Sua configuração sempre foi minimalista, consistindo principalmente de uma caixa, tom, bumbo e surdo, enquanto sua configuração de pratos consiste em dois pratos de ataque, um prato de condução e um par de chimbal. Ao comentar sobre seu kit, Weinberg afirmou: "Tenho quatro tambores. Qualquer coisa a mais é redundante. Além disso, costumo tropeçar nas coisas".

## Vida pessoal
Em julho de 2020, Weinberg e sua esposa Becky passaram a morar em Delray Beach, na Flórida. Entre os seus bens valiosos está o tambor de conga dado a ele por seu pai em 1957. Durante uma entrevista ao Wall Street Journal em 2020, ao ser perguntado sobre a razão de ainda estar ansioso para fazer uma turnê com Springsteen, Weinberg disse: "Uma chance de provar que ainda consigo. Tocar com o Bruce e a E Street Band é o auge do que eu faço".
Weinberg tem fortes laços com Nova Jérsia e a Costa Leste. Ele possui uma casa em Jersey Shore e viaja para lá frequentemente com sua esposa e filhos. Ele e sua família são torcedores do New Jersey Devils e costumavam jogar hóquei no gelo em um lago de 2 hectares em frente à casa deles. Seu filho Jay, mesmo sem receber muitas instruções, se tornou baterista de bandas locais de punk rock e metal. Sua filha Ali se tornou assistente do repórter Chuck Todd, da NBC News, além de trabalhar com o site da MSNBC. Weinberg também tocou bateria no primeiro álbum gravado por sua irmã Nancy Winston, uma pianista e cantora profissional da cidade de Nova Iorque, conhecida por suas aparições regulares no The Pierre.

## Turnês com Bruce Springsteen
- 1974 - 1977 - Born to Run tours
- 1978 - 1979 - Darkness Tour
- 1980 - 1981 - The River Tour
- 1984 - 1985 - Born in the U.S.A. Tour
- 1988 - Tunnel of Love Express Tour
- 1988 - Human Rights Now! (turnê com a Anistia Internacional)
- 1999 - 2000 - Reunion Tour
- 2002 - 2003 - The Rising Tour
- 2004 - Vote for Change Tour
- 2007 - 2008 - Magic Tour
- 2009 - Working on a Dream Tour
- 2012 - 2013 - Wrecking Ball Tour
- 2014 - High Hopes Tour
- 2016 - 2017 - River Tour 2016/Oceania '17
- 2023 - presente - Springsteen e E Street Band 2023 Tour